# Улица Мирза Ага Алиева
Улица Мирза Ага Алиева (азерб. Mirzə Ağa Əliyev küçəsi; прежние названия Чадровая улица, Улица азербайджанки) — улица в столице Азербайджана, в городе Баку.
Проходит с запада на восток. Является одной из центральных улиц города. Носит имя известного азербайджанского актёра Мирза Ага Алиева. С востока к улице примыкает Малая Морская улица и здание Азербайджанской государственной музыкальной академии, с запада — парк Гусейна Джавида, с севера — недавно проложенный Зимний бульвар с пересекающейся улицей Шамси Бадалбейли.

## История

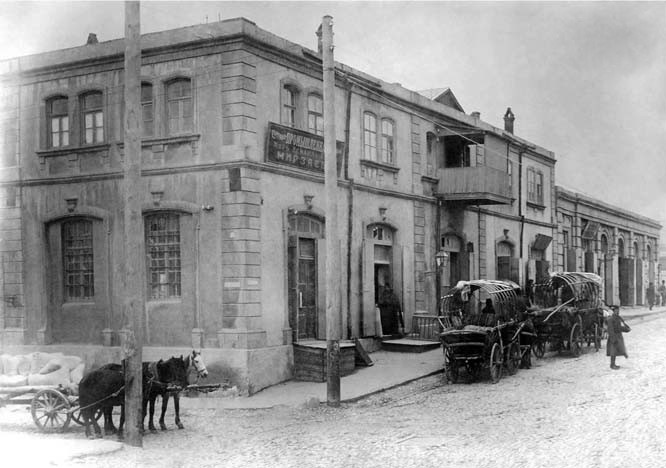
Торгово промышленная контора Мир Исмаила Мирзаева на Чадровой

В дореволюционные годы улица называлась Чадровая. Характер застройки улицы, в котором отсутствовала стилевая трактовка, была связана в первую очередь с сильным рельефом в верхней части улицы и социальным составом жителей, среди которых было много малоимущих. На рубеже XIX—XX веков улица в районе Кубинской площади намечается определенная стилевая направленность. Помимо одноэтажных домов строятся двух- и трёхэтажные жилые дома.
13 августа 1902 года вернувшийся в Баку революционер Ладо Кецховели снял для своей подпольной типографии помещение на Чадровой улице — дом Джибраила. В начале 1918 года в доме № 238 по улице Чадровой располагался Бакинский комитет партии большевиков. В советские годы улица была переименована в улицу Азербайджанки, в честь раскрепощения азербайджанской женщины. Первыми жителями домов на улице, кто снял чадру, были дочери садовника Мирза-аги, старшей среди которых была Иззет Оруджева — первая азербайджанская киноактриса.
На улице проживали такие известные личности, как журналист Осман Мирзоев (д. 112), Народный артист Азербайджана Аббас Мирза Шарифзаде (в доме № 115) и учёный-селекционер академик Ахмед Раджабли (в доме № 126). Позднее улица была названа именем Народного артиста СССР Мирза Ага Алиева.
В 2001 году согласно распоряжению Кабинета Министров Азербайджанской Республики об исторических и культурных памятниках 22 здания, расположенных на улице были объявлены архитектурными памятниками истории и культуры местного значения: это здания № 102 (1916 года постройки), 115 (1910 года постройки), 124 (1900 года постройки), 126 (1890 года постройки), 153 (1890 года постройки), 157 (1890 года постройки), 163 (1900 года постройки), 203 (1900 года постройки), 204 (1900 года постройки), 205 (1912 года постройки), 221 (1890 года постройки), 226 (1890 года постройки), 228 (1903 года постройки), 229 (1890 года постройки), 231 (1890 года постройки), 233 (1890 года постройки), 234 (1911 года постройки), 235 (1911 года постройки), 240 (1900 года постройки), 241 (1889 года постройки), 245 (1897 года постройки) и 249 (1897 года постройки).

### Реконструкция и постройка «Зимнего бульвара»
В 2009 году президент Азербайджана Ильхам Алиев дал распоряжение построить парковый комплекс, охватывающий территорию от Дворца имени Гейдара Алиева до площади Физули. В феврале 2010 года на улице Мирза Ага Алиева начался снос старых домов.
Жителям сносимых домов предлагали компенсацию в 1500 манат за квадратный метр. Несогласные же с размером выплат люди противились сносу домов, что приводило к протестным столкновениям между жильцами и рабочими. Среди зданий, которым угрожал снос, имелись и памятники архитектуры, например, дом № 115 1910 года постройки, в котором до 1937 года проживал народный артист Азербайджана Аббас Мирза Шарифзаде, репрессированный и расстрелянный в 1937 году.
10 мая 2013 года состоялось открытие «Зимнего бульвара», построенного между улицами Физули и Мирза Ага Алиева в Баку. В церемонии открытия приняли участие президент страны Ильхам Алиев, его супруга Мехрибан Алиева и члены их семьи. «Зимний бульвар», охватывающий 7 га территории, длиной 1 км и шириной 150 м стал крупнейшим парком в черте города Баку.

### Снос домов улицы на Советской
Согласно Генеральному плану Баку, утвержденному в 2011 году, на всей территории «Советской», исторического жилого квартала в центре Баку, планируется разбить обширную зелёную зону и возвести социальные объекты. Обустраиваемая зона охватывает территорию от улицы Муртузы Мухтарова до проспекта Строителей, левая и правая границы «зелёной зоны» охватят территорию между улицами Салатын Аскеровой и Низами. В эту зону входит и западная часть улицы Мирза Ага Алиева. Проложенные же новые дороги будут продолжением Зимнего бульвара и протянутся от здания Азербайджанского государственного драматического театра до проспекта Наримана Нариманова.
В связи с постройкой парка на территории начался снос домов. Некоторые дома, наряду с тем, что были старыми и необустроенными, находились в аварийном состоянии. Так, к началу 2016 года был снесён построенный в 1900 году особняк меценатов братьев Тахмазовых (дом № 124). Сотрудники ЖЭКа заявили, что здание было снесено, поскольку находилось в аварийном состоянии. 14 мая 2016 года был снесён дом Гулама Шарифова, в котором проживал его брат актёр народный артист Азербайджана Аббас-Мирза Шарифзаде 1910 года постройки.
23 мая 2016 года Кабинет Министров Азербайджана сделал поправки в распоряжение об охраняемых памятниках Азербайджана, согласно которому дома на улице Мирза Ага Алиева 102 (1916 года постройки), 115 (1900 года постройки; снесён в 2016), 124 (1900 года постройки; снесён в 2016) и 126 (1890 года постройки) были исключены из списка.

## Галерея

Дома на улице
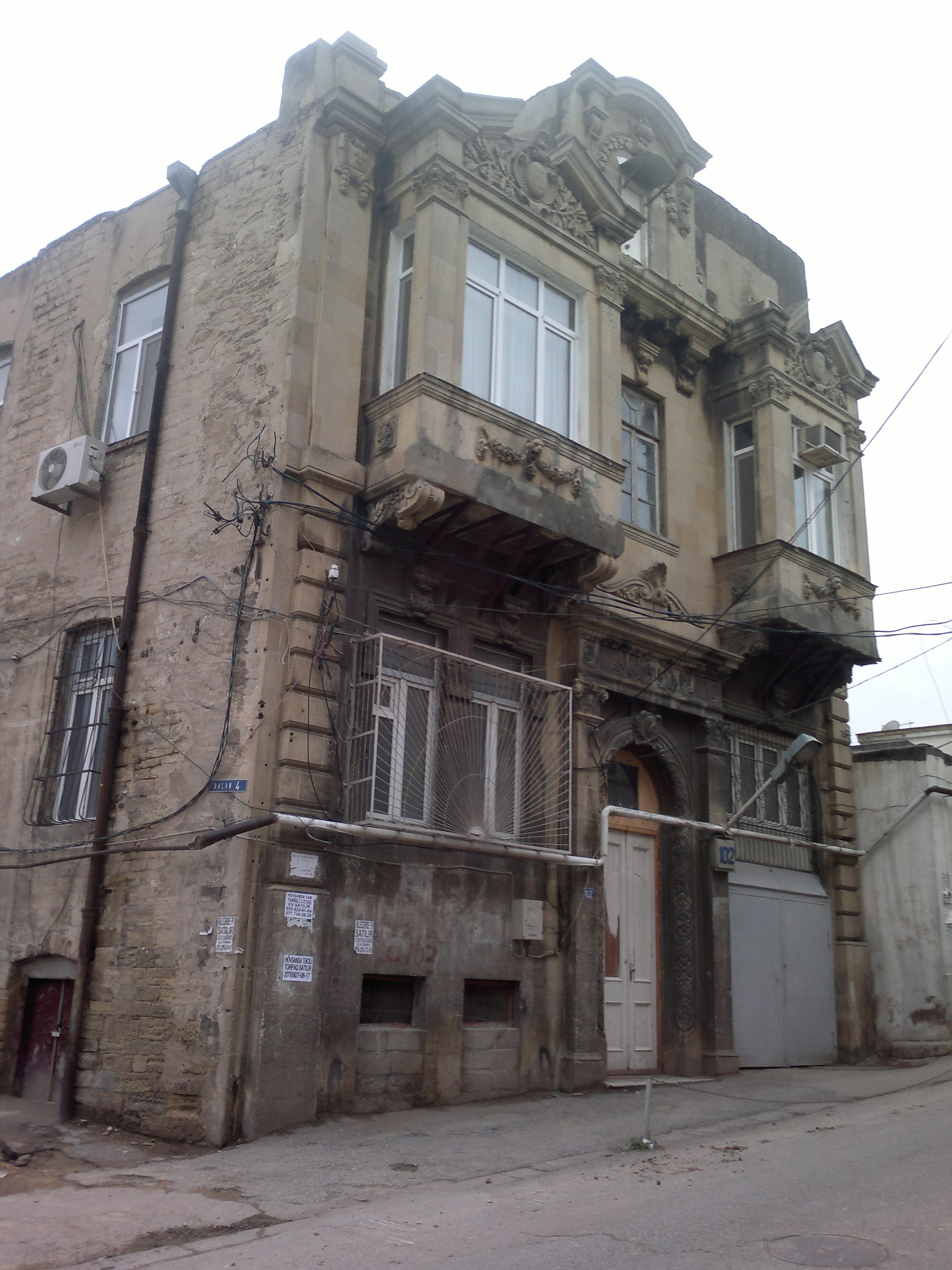
Дом № 102 1916 года постройки
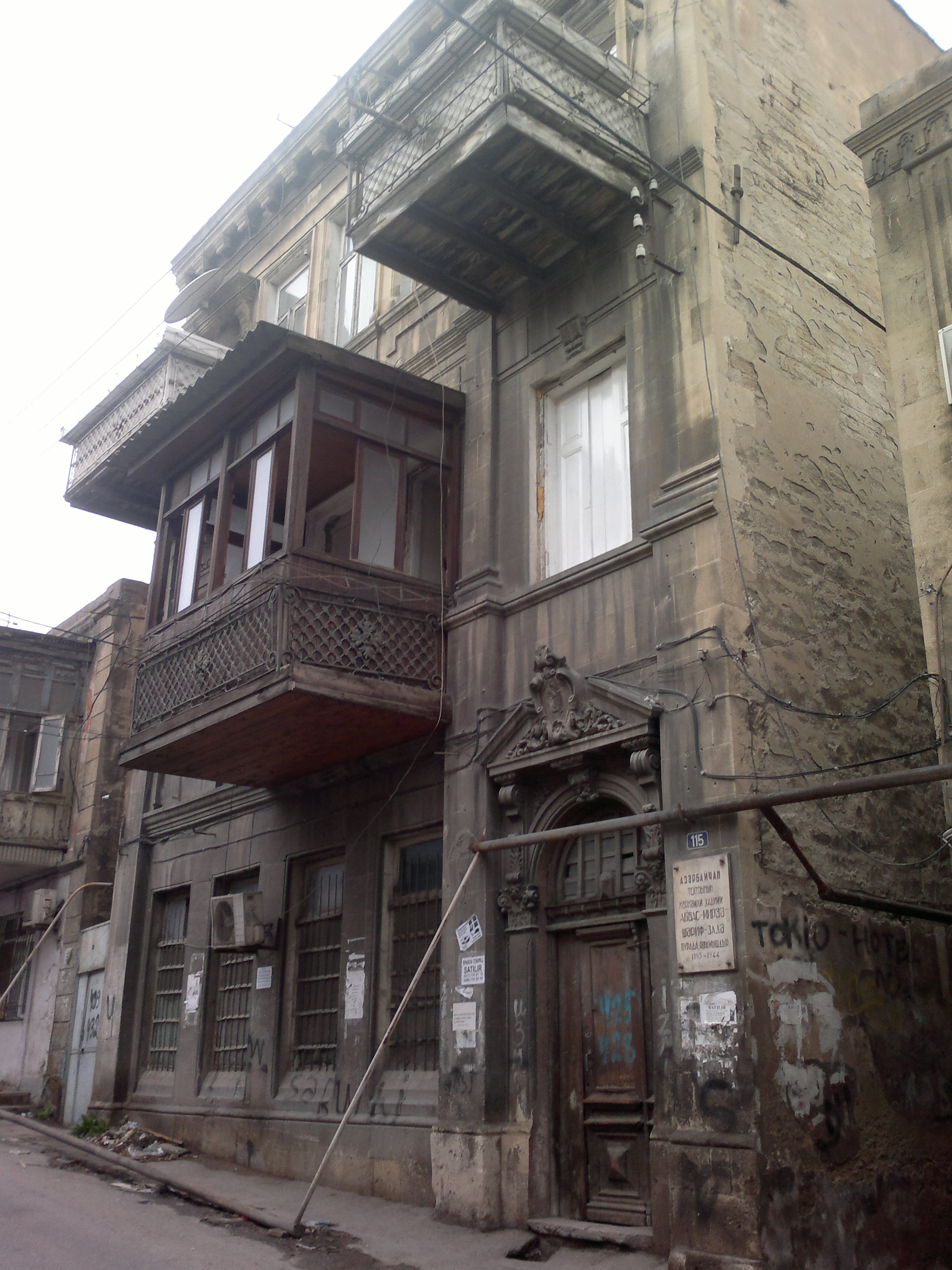
Дом № 115 1910 года постройки, в котором жил народный артист Азербайджана Аббас Мирза Шарифзаде. Снесён в 2016 году
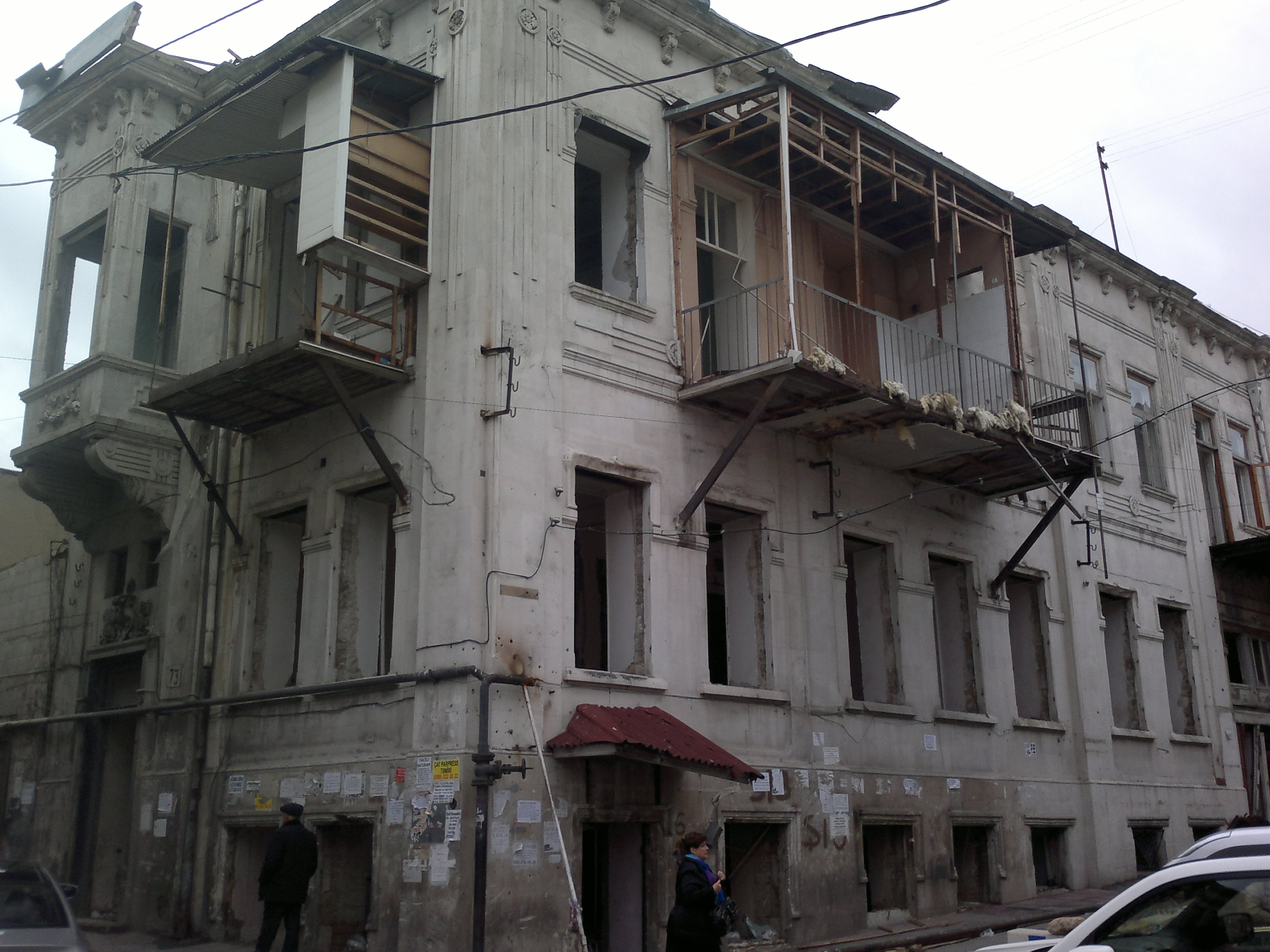
Дом № 124 1900 года постройки. Снесён в 2015 году
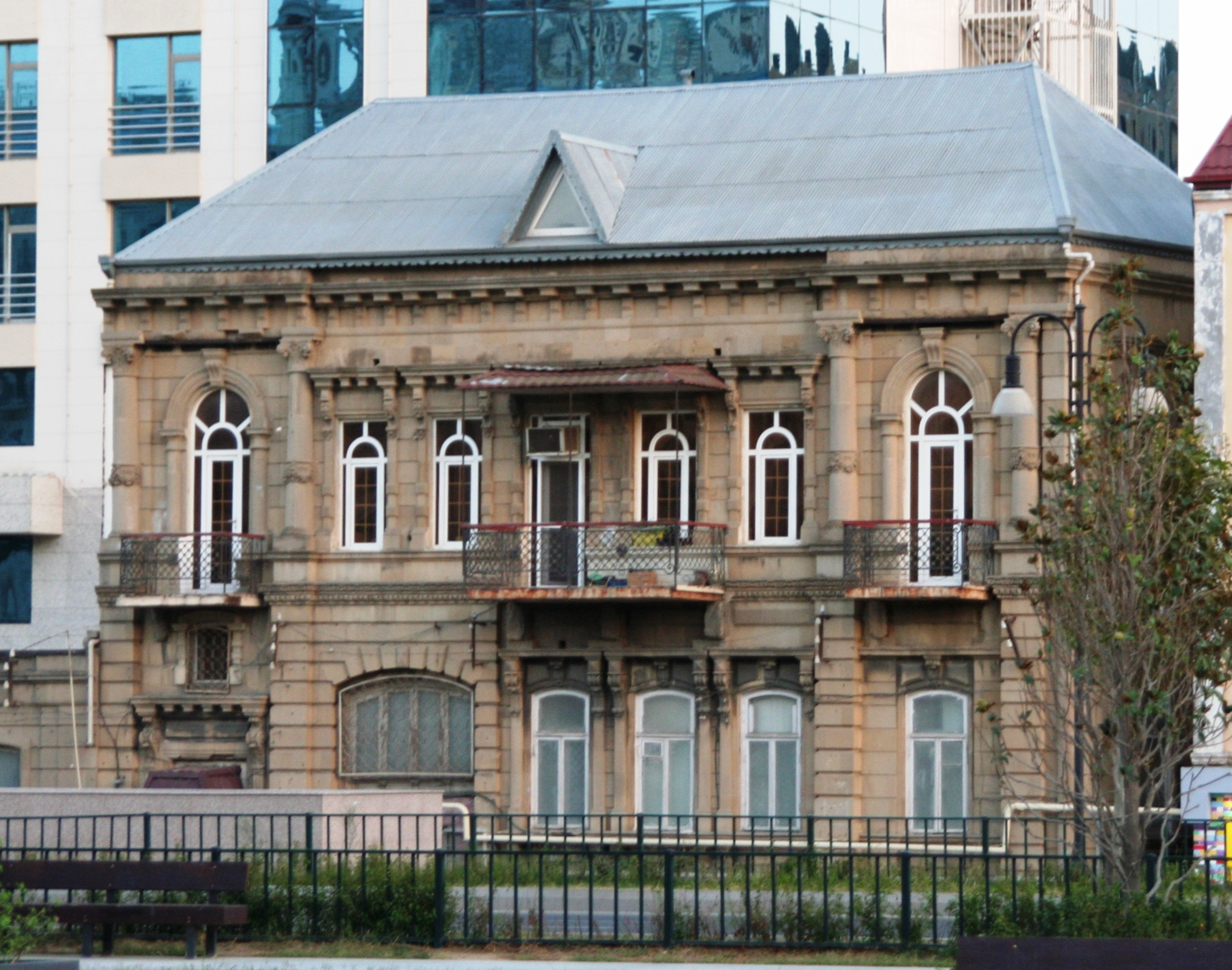
Дом № 204 1900 года постройки